# 카스텔레토 소프라 티치노
카스텔레토소프라티치노(이탈리아어: Castelletto sopra Ticino)는 이탈리아 피에몬테주 노바라도에 위치한 코무네이다. 현지인들이 카스텔레토티치노(Castelletto Ticino) 또는 그냥 카스텔레토(Castelletto)라고도 하며, 토리노에서 북동쪽으로 약 100km, 그리고 노바라의 북쪽에서 약 30km 지점에 위치해 있다. 이곳에서 켈트 비문이 발견되었다.
면역학자 세라피노 벨판티의 고향이다. 가수 빌리 모어가 묻힌 곳이기도 하다.